# Pidlisne (Berezhany)
Pidlisne (ucraniano: Підлі́сне) es un pueblo de Ucrania, constituido administrativamente como una pedanía de la ciudad de Berezhany, en el raión de Ternópil de la óblast de Ternópil.
En 2001, el pueblo tenía una población de 294 habitantes.
Se ubica en las afueras noroccidentales de Zhúkiv, separado de este último pueblo por el río Zolota Lipa.

## Historia
Antes de la fundación del actual municipio de Berezhany en 2018, el pueblo era una pedanía del consejo rural de Zhúkiv, en el raión de Berezhany.